# Aaron Samuel French
Aaron Samuel French (Wadsworth, 23 marzo 1823 – Pittsburgh, 24 marzo 1902) è stato un imprenditore e filantropo statunitense.
French lasciò la scuola quando era ancora giovane e durante i primi dieci anni della sua vita fece diversi lavori e fu ricoverato per diverse malattie. Fu un cofondatore di una compagnia di successo che produceva sospensioni per veicoli e per questo guadagnò importanza come uomo d'affari e filantropo a Pittsburgh durante la seconda metà del XIX secolo.

## Biografia
Aaron French è nato nel 1823 a Wadsworth, in Ohio, da Philo French e Mary (McIntyre) French. Ha abbandonato la scuola all'età di 12 anni per lavorare come bracciante, dopo aver fatto dell'apprendistato come un fabbro e aver lavorato come agente di una società americana di pellicce, tra altri lavori. Nel 1843 French sposò Euphrasia Terrill di Liverpool, in Ohio, ed ebbero 5 figli dei quali ne sopravvissero solo 3. Euphrasia morì nel 1870. 
Nel 1844, all'età di vent'anni, French si iscrisse all'Accademia di Archie McGregor a Wadsworth per frequentare un anno scolastico supplementare. Dopo questo, lavorò come costruttore di carri in Illinois, ma si ammalò e passò 4 anni cercando di recuperare in Ohio. Dopo aver recuperato, French trovò lavoro come fabbro per molte compagnie ferroviarie e alla fine diventò il sovrintendente dei fabbri e capo meccanico per la compagnia ferroviaria Racine & Mississippi nella contea di Racine, in Wisconsin.
Quando scoppiò la Guerra civile americana, si offrì volontario, ma fu congedato per ragioni di salute. Nonostante questo, venne eletto come sceriffo della contea di Racine e prestò servizio dal 1862 al 1864.

## Carriera lavorativa
Mentre stava concludendo il suo periodo da sceriffo, French collaborò con Calvin Wells per stabilire la compagnia di sospensioni di A.French a Pittsburgh, che realizza sospensioni per veicoli. La compagnia iniziò solo con 10 impiegati in un piccolo edificio affittato vicino a Union Depot e French ingaggiò suo figlio, Philo Nelson French, per lavorare con loro. Wells diede le dimissioni nel 1844 e nel 1887 Philo French fu nominato sovrintendente generale. In questo periodo, la compagnia contava circa 480 impiegati e facilmente si espanse in due quartieri, da un certo punto di vista era la più grande del suo genere nel mondo. I suoi affari si espansero, diventò uno dei più importanti cittadini di Pittsburgh ed entrò in organizzazioni d'élite come il Duquesne Club, la Camera di Commercio di Pittsburgh, la South Fork Fishing and Hunting Club, e i Cavalieri templari. French si risposò con Caroline B.Skeer di Chicago, ed ebbero solo una figlia, Mary Adelaide, che morì all'età di 18 anni.

## Filantropia

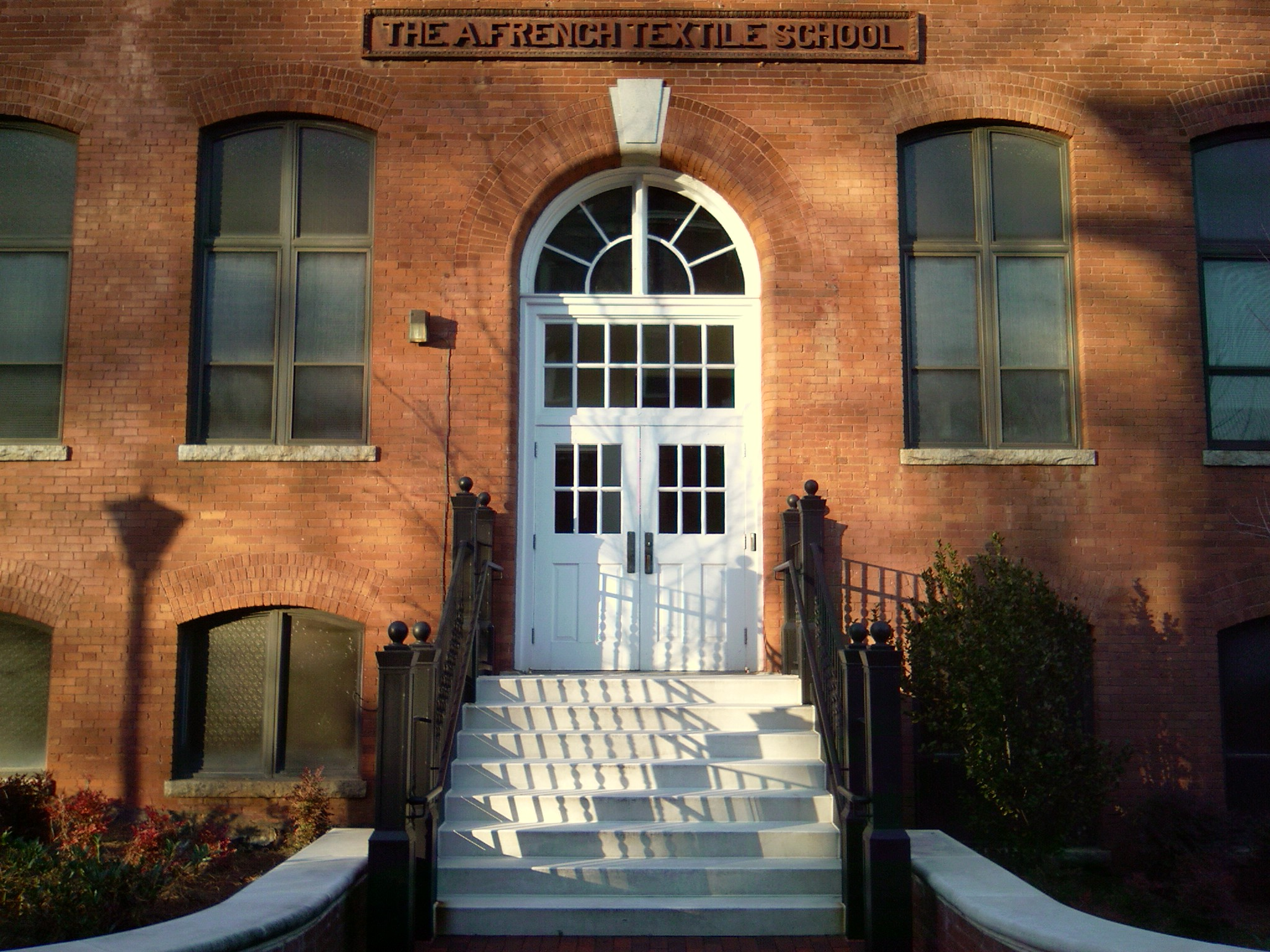
Facciata dell'edificio di A. French nel complesso della Georgia Tech

Il successo economico di French, inoltre, fornì i finanziamenti e il tempo perseguire la filantropia. Giocò un ruolo fondamentale nella creazione del dipartimento di ingegneria tessile della Georgia Tech, che apri nel febbraio del 1899 e fu la quarta più giovane scuola del dipartimento. French aveva incontrato Lyman Hall, che poi divenne il preside della scuola, in un resort estivo nella Carolina del Nord, e Hall lo aveva convinto della necessità di una scuola tessile nel sud.
French accettò di donare 2 500 $ e un'aggiunta di 3 000 $ se il governo lo avesse accettato; Hall convinse l'assemblea dello stato ad aggiungere 10 000 $..
Come riconoscimento per questa donazione, sia la scuola che l'edificio che la conteneva assunsero il nome di French. L'edificio si trova ancora dove ora c'è l'Istituto di tecnologia del distretto storico della Georgia e la scuola tessile si espanse nella Scuola di polimeri, tessuti e fibre ingegneristiche della Georgia Tech.

## Morte
French morì nel 1902 un giorno dopo il suo settantanovesimo compleanno nella sua casa di Pittsburgh.
Fu seppellito in un grande mausoleo di granito levigato nel cimitero di Allegheny, unico nel cimitero per il suo arco di trionfo romano.